# Мали Зворник
Мали Зворник је градско насеље у Србији и седиште истоимене општине у Мачванском управном округу. Према попису из 2022. било је 4.297 становника. Налази се на Дрини насупрот града Зворника у Републици Српској. Такође, у граду се налази и гранични прелаз између Србије и Босне и Херцеговине.
На простору Малог Зворника се у шестом веку вероватно налазио град већи од Малог Зворника данас, од кога су остали археолошки налази. Мали Зворник је присаједињен Кнежевини Србији одлукама Берлинског конгреса 1878.
Овде се налази ОШ „Бранко Радичевић” Мали Зворник и Џамија у Малом Зворнику.

## Демографија
У насељу Мали Зворник живи 3.558 пунолетних становника, а просечна старост становништва износи 40,2 година (39,9 код мушкараца и 40,6 код жена).
Ово насеље је углавном насељено Србима (према попису из 2011. године), а у последњем попису примећен је пад у броју становника.
|             | \| Демографија[3] \| Демографија[3] \| Демографија[3] \| \| Година \| Становника \| Становника \| \| -------------- \| -------------- \| -------------- \| \| 1948. \| 768 \| \| \| 1953. \| 2.783 \| \| \| 1961. \| 1.888 \| \| \| 1971. \| 2.560 \| \| \| 1981. \| 3.786 \| \| \| 1991. \| 4.321 \| 4.237 \| \| 2002. \| 4.736 \| 5.034 \| \| 2011. \| 4.407 \| \| |            |
| Демографија | |            |
| Година      | Становника | Становника |
| 1948.       | 768 |            |
| 1953.       | 2.783 |            |
| 1961.       | 1.888 |            |
| 1971.       | 2.560 |            |
| 1981.       | 3.786 |            |
| 1991.       | 4.321 | 4.237      |
| 2002.       | 4.736 | 5.034      |
| 2011.       | 4.407 |            |

| Етнички састав према попису из 2011.‍ | Етнички састав према попису из 2011.‍ | Етнички састав према попису из 2011.‍ | Етнички састав према попису из 2011.‍ | Етнички састав према попису из 2011.‍ |
| ------------------------------------ | ------------------------------------ | ------------------------------------ | ------------------------------------ | ------------------------------------ |
|                                      |                                      |                                      |                                      |                                      |
| Срби                                 | Срби                                 |                                      | 3.964                                | 89,94%                               |
| Муслимани                            | Муслимани                            |                                      | 352                                  | 7,98%                                |
| Бошњаци                              | Бошњаци                              |                                      | 49                                   | 1,11%                                |
| Роми                                 | Роми                                 |                                      | 24                                   | 0,54%                                |
| Црногорци                            | Црногорци                            |                                      | 11                                   | 0,25%                                |
| Југословени                          | Југословени                          |                                      | 9                                    | 0,20%                                |
| Хрвати                               | Хрвати                               |                                      | 6                                    | 0,13%                                |
| Мађари                               | Мађари                               |                                      | 2                                    | 0,04%                                |
| Румуни                               | Румуни                               |                                      | 2                                    | 0,04%                                |
| Словенци                             | Словенци                             |                                      | 2                                    | 0,04%                                |
| Бугари                               | Бугари                               |                                      | 1                                    | 0,02%                                |
| Македонци                            | Македонци                            |                                      | 1                                    | 0,02%                                |
| Остали                               | Остали                               |                                      | 6                                    | 0,13%                                |
| Регионална припадност                | Регионална припадност                |                                      | 1                                    | 0,02%                                |
| Неизјашњени                          | Неизјашњени                          |                                      | 52                                   | 1,18%                                |
| Непознато                            | Непознато                            |                                      | 20                                   | 0,45%                                |
| укупно: 4.407                        |                                      |                                      |                                      |                                      |

| Година пописа     | 1948. | 1953. | 1961. | 1971. | 1981. | 1991. | 2002. |
| ----------------- | ----- | ----- | ----- | ----- | ----- | ----- | ----- |
| Број домаћинстава | 142   | 1.415 | 491   | 704   | 1.108 | 1.337 | 1.591 |

| Број чланова      | 1   | 2   | 3   | 4   | 5   | 6  | 7  | 8 | 9 | 10 и више | Просек |
| ----------------- | --- | --- | --- | --- | --- | -- | -- | - | - | --------- | ------ |
| Број домаћинстава | 277 | 348 | 322 | 482 | 116 | 34 | 11 | 1 | 0 | 0         | 2,98   |

| Пол    | Укупно | Неожењен/Неудата | Ожењен/Удата | Удовац/Удовица | Разведен/Разведена | Непознато |
| ------ | ------ | ---------------- | ------------ | -------------- | ------------------ | --------- |
| Мушки  | 1.835  | 553              | 1.179        | 68             | 25                 | 10        |
| Женски | 2.002  | 456              | 1.204        | 253            | 77                 | 12        |
| УКУПНО | 3.837  | 1.009            | 2.383        | 321            | 102                | 22        |

| Пол    | Укупно                    | Пољопривреда, лов и шумарство | Рибарство                            | Вађење руде и камена | Прерађивачка индустрија       |
| ------ | ------------------------- | ----------------------------- | ------------------------------------ | -------------------- | ----------------------------- |
| Мушки  | 837                       | 21                            | 1                                    | 2                    | 233                           |
| Женски | 661                       | 7                             | 0                                    | 2                    | 181                           |
| УКУПНО | 1.498                     | 28                            | 1                                    | 4                    | 414                           |
| Пол    | Производња и снабдевање   | Грађевинарство                | Трговина                             | Хотели и ресторани   | Саобраћај, складиштење и везе |
| Мушки  | 50                        | 80                            | 108                                  | 35                   | 66                            |
| Женски | 12                        | 10                            | 128                                  | 27                   | 20                            |
| УКУПНО | 62                        | 90                            | 236                                  | 62                   | 86                            |
| Пол    | Финансијско посредовање   | Некретнине                    | Државна управа и одбрана             | Образовање           | Здравствени и социјални рад   |
| Мушки  | 9                         | 31                            | 75                                   | 31                   | 25                            |
| Женски | 19                        | 16                            | 34                                   | 68                   | 74                            |
| УКУПНО | 28                        | 47                            | 109                                  | 99                   | 99                            |
| Пол    | Остале услужне активности | Приватна домаћинства          | Екстериторијалне организације и тела | Непознато            | Непознато                     |
| Мушки  | 25                        | 0                             | 0                                    | 45                   | 45                            |
| Женски | 26                        | 0                             | 0                                    | 37                   | 37                            |
| УКУПНО | 51                        | 0                             | 0                                    | 82                   | 82                            |

## Галерија
- Хидроелектрана „Зворник”
- Зграда СО Мали Зворник
- Шеталиште поред Дрине
- Подземни град
- Црква Сабора српских светитеља
- Црква Сабора српских светитеља